# Società Sportiva Calcio Napoli 2017-2018
Questa voce raccoglie le informazioni riguardanti la Società Sportiva Calcio Napoli nelle competizioni ufficiali della stagione 2017-2018.

## Stagione

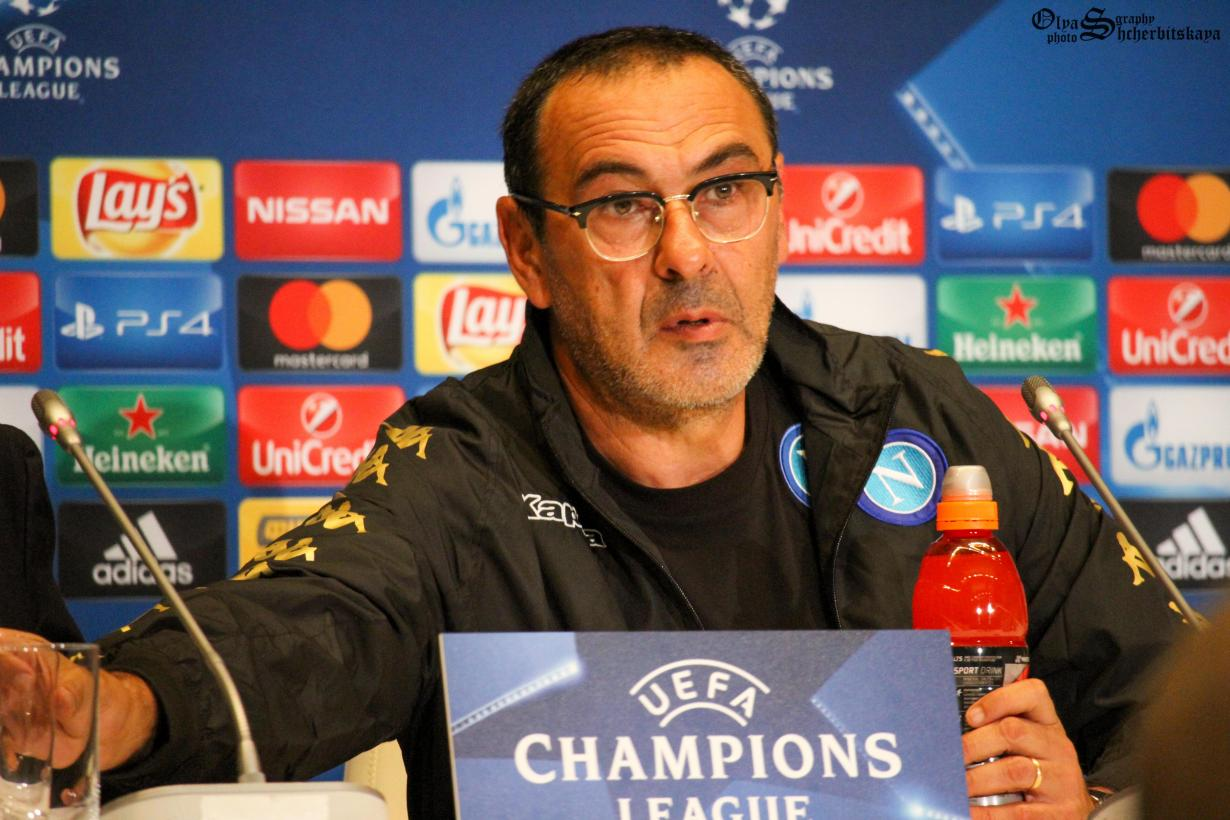
L'allenatore Maurizio Sarri, alla sua terza e ultima stagione sulla panchina del Napoli, fa registrare il record societario di punti in campionato (91)

La formazione partenopea si qualifica per la fase a gruppi della Champions League eliminando il Nizza, sconfitto per 2-0 in entrambe le sfide. Il campionato inizia con 8 vittorie consecutive, che unite al finale del precedente torneo portano a 13 le affermazioni di fila in Serie A: la cifra costituisce un primato per il club.
Ritrovatasi al comando già durante la sosta di ottobre, la compagine azzurra fallisce però in Europa: malgrado un girone abbordabile, le 4 sconfitte in 6 partite condannano gli uomini di Sarri al terzo posto. Sul fronte nazionale la squadra rimane in testa sino all'inizio di dicembre, quando il knock-out casalingo con la Juventus promuove temporaneamente al comando l'Inter. Il Napoli riesce poi a ritrovare la vetta, laureandosi campione d'inverno con un punto di vantaggio sui bianconeri.
Nelle prime settimane del 2018, malgrado l'uscita dalla Coppa Italia e dall'Europa League rispettivamente per mano di Atalanta e Lipsia, i campani raggiungono addirittura un margine di 4 lunghezze sui torinesi a fine febbraio. Il distacco viene però limato a causa della sconfitta interna con la Roma, cui fa seguito una doppia vittoria da parte dei bianconeri che ribaltano la situazione. Trovatosi ora a inseguire, il Napoli riaccende le speranze vincendo lo scontro diretto del 34º turno: un gol di Koulibaly al 90' permette infatti di riportare a un solo punto il ritardo dalla Vecchia Signora.
Tuttavia i sogni di gloria si infrangono nelle giornate seguenti, con il crollo di Firenze e il passo falso interno contro il Torino: i bianconeri vincono il tricolore alla penultima domenica, mentre i campani devono accontentarsi di un secondo posto messo in cassaforte già ad aprile. Il campionato fa registrare la quota-record di 91 punti, valendo l'accesso diretto alla Champions League.

## Divise e sponsor
La Kappa fornisce il materiale tecnico per la terza stagione consecutiva. Tre gli sponsor che compaiono sulle divise partenopee: allo sponsor principale Acqua Lete, giunto alla tredicesima stagione da partner ufficiale degli azzurri (l'accordo iniziò nel 2005), si affiancano per il quarto anno consecutivo il marchio Pasta Garofalo e, sulla parte posteriore della maglia, il marchio Kimbo per la seconda stagione di fila. Questa disposizione sussiste esclusivamente nelle gare di campionato, poiché nelle competizioni internazionali è consentito esibire un solo sponsor sulla maglia.
| Casa | Trasferta | Terza divisa | Quarta divisa | 1ª portiere | 2ª portiere |

## Organigramma societario
Dal sito ufficiale della società.
Area Direttiva
- Presidente: Aurelio De Laurentiis
- Vicepresidenti: Edoardo De Laurentiis e Jacqueline De Laurentiis
- Amministratore Delegato: Andrea Chiavelli

Area Comunicazione
- Direttore Area Comunicazione: Nicola Lombardo
- Addetto Stampa: Guido Baldari

Area Marketing
- Head of Operations, Sales & Marketing: Alessandro Formisano

Area Organizzativa
- Direttore Amministrativo: Laura Belli
- Direttore Processi Amministrativi e Compliance: Antonio Saracino
- Segretario Sportivo: Alberto Vallefuoco

Area Tecnica
- Direttore Sportivo: Cristiano Giuntoli
- Team Manager: Giovanni Paolo De Matteis
- Allenatore: Maurizio Sarri
- Allenatore in 2ª: Francesco Calzona
- Preparatori atletici: Francesco Sinatti, Davide Ranzato e Davide Losi
- Preparatori dei portieri: Alessandro Nista e Massimo Nenci
- Analista: Simone Bonomi, Marco Ianni e Luigi Nocentini

Area Sanitaria
- Settore Sanitario: dott. Alfonso De Nicola
- Fisiatra: dott. Enrico D'Andrea
- Medico dello Sport: dott. Raffaele Canonico
- Fisioterapisti: Giovanni D'Avino, Marco Romano e Fabio Sannino
- Riabilitatore: Massimo Buono
- Massaggiatore: Marco Di Lullo

## Rosa
Rosa e numerazione aggiornate al 23 febbraio 2018.
| N. |                       | Ruolo | Calciatore                       |
| -- | --------------------- | ----- | -------------------------------- |
| 1  | Brasile (bandiera)    | P     | Rafael Cabral                    |
| 5  | Brasile (bandiera)    | C     | Allan                            |
| 6  | Portogallo (bandiera) | D     | Mário Rui                        |
| 7  | Spagna (bandiera)     | A     | José María Callejón              |
| 8  | Italia (bandiera)     | C     | Jorginho                         |
| 11 | Italia (bandiera)     | D     | Christian Maggio (vice capitano) |
| 14 | Belgio (bandiera)     | A     | Dries Mertens                    |
| 15 | Italia (bandiera)     | C     | Emanuele Giaccherini             |
| 17 | Slovacchia (bandiera) | C     | Marek Hamšík (capitano)          |
| 18 | Brasile (bandiera)    | A     | Leandrinho                       |
| 19 | Serbia (bandiera)     | D     | Nikola Maksimović                |
| 19 | Croazia (bandiera)    | D     | Hrvoje Milić                     |
| 20 | Polonia (bandiera)    | C     | Piotr Zieliński                  |
| 21 | Romania (bandiera)    | D     | Vlad Chiricheș                   |

| N. |                    | Ruolo | Calciatore        |
| -- | ------------------ | ----- | ----------------- |
| 22 | Italia (bandiera)  | P     | Luigi Sepe        |
| 23 | Albania (bandiera) | D     | Elseid Hysaj      |
| 24 | Italia (bandiera)  | A     | Lorenzo Insigne   |
| 25 | Spagna (bandiera)  | P     | Pepe Reina        |
| 26 | Senegal (bandiera) | D     | Kalidou Koulibaly |
| 27 | Francia (bandiera) | C     | Zinédine Machach  |
| 30 | Croazia (bandiera) | C     | Marko Rog         |
| 31 | Algeria (bandiera) | D     | Faouzi Ghoulam    |
| 33 | Spagna (bandiera)  | D     | Raúl Albiol       |
| 37 | Algeria (bandiera) | A     | Adam Ounas        |
| 42 | Guinea (bandiera)  | C     | Amadou Diawara    |
| 62 | Italia (bandiera)  | D     | Lorenzo Tonelli   |
| 99 | Polonia (bandiera) | A     | Arkadiusz Milik   |

## Calciomercato

### Sessione estiva(dall'1/7 al 31/8)
| Acquisti         | Acquisti           | Acquisti           | Acquisti                                          |
| R.               | Nome               | da                 | Modalità                                          |
| ---------------- | ------------------ | ------------------ | ------------------------------------------------- |
| D                | Mário Rui          | Roma               | prestito con obbligo di riscatto (3,75 milioni €) |
| A                | Adam Ounas         | Bordeaux           | definitivo (10 milioni €)                         |
| Altre operazioni |                    |                    |                                                   |
| R.               | Nome               | da                 | Modalità                                          |
| P                | Nikita Contini     | Taranto            | fine prestito                                     |
| D                | Armando Anastasio  | AlbinoLeffe        | fine prestito                                     |
| D                | Igor Łasicki       | Carpi              | fine prestito                                     |
| D                | Sebastiano Luperto | Pro Vercelli       | fine prestito                                     |
| D                | Nikola Maksimović  | Torino             | riscatto, definitivo                              |
| C                | Jonathan de Guzmán | Chievo             | fine prestito                                     |
| C                | Jacopo Dezi        | Perugia            | fine prestito                                     |
| C                | Felice Gaetano     | Messina            | fine prestito                                     |
| C                | Eddy Gnahoré       | Perugia            | fine prestito                                     |
| C                | Alberto Grassi     | Atalanta           | fine prestito                                     |
| C                | Luca Palmiero      | Akragas            | fine prestito                                     |
| C                | Mario Prezioso     | Virtus Francavilla | fine prestito                                     |
| C                | Marko Rog          | Dinamo Zagabria    | riscatto, definitivo                              |
| C                | Antonio Romano     | Prato              | fine prestito                                     |
| A                | Alfredo Bifulco    | Carpi              | fine prestito                                     |
| A                | Nicolao Dumitru    | Nottingham Forest  | fine prestito                                     |
| A                | Roberto Inglese    | Chievo             | definitivo (10 milioni €)                         |
| A                | Roberto Insigne    | Latina             | fine prestito                                     |
| A                | Antonio Negro      | Latina             | fine prestito                                     |
| A                | Gennaro Tutino     | Carrarese          | fine prestito                                     |
| A                | Duván Zapata       | Udinese            | fine prestito                                     |

| Cessioni         | Cessioni           | Cessioni              | Cessioni                                           |
| R.               | Nome               | a                     | Modalità                                           |
| ---------------- | ------------------ | --------------------- | -------------------------------------------------- |
| D                | Ivan Strinić       | Sampdoria             | definitivo (1,2 milioni €)                         |
| A                | Leonardo Pavoletti | Cagliari              | prestito con obbligo di riscatto (9,7 milioni €)   |
| Altre operazioni |                    |                       |                                                    |
| R.               | Nome               | a                     | Modalità                                           |
| P                | Nikita Contini     | Pontedera             | prestito                                           |
| P                | Davide Marfella    | Vis Pesaro            | prestito                                           |
| D                | Armando Anastasio  | Carpi                 | prestito                                           |
| D                | Daniele Celiento   | Viterbese Castrense   | definitivo                                         |
| D                | Luigi D'Ignazio    | Gavorrano             | prestito                                           |
| D                | Antonio Granata    | Sicula Leonzio        | prestito                                           |
| D                | Igor Łasicki       | Wisła Płock           | prestito                                           |
| D                | Sebastiano Luperto | Empoli                | prestito                                           |
| C                | Diego Acunzo       | Fermana               | prestito                                           |
| D                | Juan Camilo Zúñiga | Watford               | riscatto, definitivo                               |
| C                | Jonathan de Guzmán | Eintracht Francoforte | definitivo                                         |
| C                | Jacopo Dezi        | Parma                 | prestito con obbligo di riscatto (1,6 milioni €)   |
| C                | Felice Gaetano     |                       | svincolato                                         |
| C                | Eddy Gnahoré       | Palermo               | definitivo (1,5 milioni €)                         |
| C                | Alberto Grassi     | SPAL                  | prestito con diritto di riscatto e controriscatto  |
| C                | Raffaele Maiello   | Frosinone             | definitivo (1,2 milioni €)                         |
| C                | Luca Palmiero      | Cosenza               | prestito                                           |
| C                | Mario Prezioso     | Carpi                 | prestito                                           |
| A                | Alfredo Bifulco    | Pro Vercelli          | prestito                                           |
| A                | Nicolao Dumitru    | Alcorcón              | definitivo                                         |
| A                | Roberto Inglese    | Chievo                | prestito                                           |
| A                | Roberto Insigne    | Parma                 | prestito con diritto di riscatto e controriscatto  |
| A                | Luigi Liguori      | Cosenza               | prestito                                           |
| A                | Antonio Negro      | Paganese              | prestito                                           |
| A                | Gennaro Tutino     | Cosenza               | prestito                                           |
| A                | Duván Zapata       | Sampdoria             | prestito con obbligo di riscatto (20,15 milioni €) |

### Sessione invernale(dal 3/1 al 31/1)
| Acquisti         | Acquisti          | Acquisti | Acquisti             |
| R.               | Nome              | da       | Modalità             |
| ---------------- | ----------------- | -------- | -------------------- |
| C                | Zinédine Machach  |          | svincolato           |
| Altre operazioni |                   |          |                      |
| R.               | Nome              | da       | Modalità             |
| D                | Armando Anastasio | Carpi    | risoluzione prestito |
| D                | Luigi D'Ignazio   | Cuneo    | risoluzione prestito |
| C                | Diego Acunzo      | Fermana  | risoluzione prestito |
| C                | Ismael Bangoura   |          | svincolato           |
| C                | Mario Prezioso    | Carpi    | risoluzione prestito |
| C                | Antonio Romano    | Carpi    | risoluzione prestito |

| Cessioni         | Cessioni             | Cessioni      | Cessioni                         |
| R.               | Nome                 | a             | Modalità                         |
| ---------------- | -------------------- | ------------- | -------------------------------- |
| D                | Nikola Maksimović    | Spartak Mosca | prestito                         |
| C                | Emanuele Giaccherini | Chievo        | prestito con diritto di riscatto |
| Altre operazioni |                      |               |                                  |
| R.               | Nome                 | a             | Modalità                         |
| D                | Armando Anastasio    | Parma         | prestito                         |
| C                | Ismael Bangoura      | Mosta         | definitivo                       |
| C                | Mario Prezioso       | Bisceglie     | prestito                         |
| C                | Antonio Romano       | Casertana     | prestito                         |

### Operazioni esterne alle sessioni(dall'1/2 al 31/3)
| Acquisti | Acquisti     | Acquisti | Acquisti   |
| R.       | Nome         | da       | Modalità   |
| -------- | ------------ | -------- | ---------- |
| D        | Hrvoje Milić |          | svincolato |

| Cessioni | Cessioni | Cessioni | Cessioni |
| R.       | Nome     | a        | Modalità |
| -------- | -------- | -------- | -------- |

## Risultati

### Serie A

#### Girone di andata
| Arbitro: | Fabbri (Ravenna) |

|                    |           |                                            |
| Pazzini 83’ (rig.) | Marcatori | 32’ (aut.) Souprayen 39’ Milik 62’ Ghoulam |

| Arbitro: | Di Bello (Brindisi) |

|                                   |           |               |
| Zieliński 56’ Mertens 61’ Rog 87’ | Marcatori | 15’ Cristante |

| Arbitro: | Giacomelli (Trieste) |

|  |           |                                        |
|  | Marcatori | 66’ Callejón 83’ Mertens 88’ Zieliński |

| Arbitro: | Irrati (Pistoia) |

|                                                                          |           |  |
| Allan 3’ L. Insigne 15’ Mertens 27’, 65’ (rig.), 90’ (rig.) Callejón 32’ | Marcatori |  |

| Arbitro: | Damato (Barletta) |

|             |           |                                                              |
| de Vrij 29’ | Marcatori | 54’ Koulibaly 56’ Callejón 59’ Mertens 90+2’ (rig.) Jorginho |

| Arbitro: | Mariani (Aprilia) |

|                               |           |                                         |
| Schiattarella 13’ Viviani 78’ | Marcatori | 14’ L. Insigne 71’ Callejón 83’ Ghoulam |

| Arbitro: | Abisso (Palermo) |

|                                            |           |  |
| Hamšík 4’ Mertens 40’ (rig.) Koulibaly 47’ | Marcatori |  |

| Arbitro: | Rocchi (Firenze) |

|  |           |                |
|  | Marcatori | 20’ L. Insigne |

| Napoli 21 ottobre 2017, ore 20:45 CEST 9ª giornata | Napoli          | 0 – 0 referto | Inter | Stadio San Paolo (49 762 spett.)\| Arbitro: \| Banti (Livorno) \| |
| Arbitro:                                           | Banti (Livorno) |               |       |                                                                   |

| Arbitro: | Mazzoleni (Bergamo) |

|                     |           |                                       |
| Taarabt 4’ Izzo 76’ | Marcatori | 14’, 30’ Mertens 60’ (aut.) Zukanović |

| Arbitro: | Pairetto (Nichelino) |

|                                    |           |                |
| Allan 22’ Callejón 44’ Mertens 54’ | Marcatori | 41’ Falcinelli |

| Verona 5 novembre 2017, ore 15:00 CET 12ª giornata | Chievo          | 0 – 0 referto | Napoli | Stadio Marcantonio Bentegodi (14 000 spett.)\| Arbitro: \| Massa (Imperia) \| |
| Arbitro:                                           | Massa (Imperia) |               |        |                                                                               |

| Arbitro: | Doveri (Roma) |

|                              |           |                    |
| L. Insigne 33’ Zieliński 73’ | Marcatori | 90+1’ A. Romagnoli |

| Arbitro: | Di Bello (Brindisi) |

|  |           |              |
|  | Marcatori | 33’ Jorginho |

| Arbitro: | Orsato (Schio) |

|  |           |             |
|  | Marcatori | 13’ Higuaín |

| Napoli 10 dicembre 2017, ore 15:00 CET 16ª giornata | Napoli           | 0 – 0 referto | Fiorentina | Stadio San Paolo (44 417 spett.)\| Arbitro: \| Fabbri (Ravenna) \| |
| Arbitro:                                            | Fabbri (Ravenna) |               |            |                                                                    |

| Arbitro: | Mazzoleni (Bergamo) |

|             |           |                                       |
| Belotti 63’ | Marcatori | 4’ Koulibaly 25’ Zieliński 30’ Hamšík |

| Arbitro: | Massa (Imperia) |

|                                     |           |                                    |
| Allan 16’ L. Insigne 33’ Hamšík 39’ | Marcatori | 2’ Ramírez 27’ (rig.) Quagliarella |

| Arbitro: | Mariani (Aprilia) |

|  |           |            |
|  | Marcatori | 17’ Hamšík |

#### Girone di ritorno
| Arbitro: | Abisso (Palermo) |

|                            |           |  |
| Koulibaly 65’ Callejón 78’ | Marcatori |  |

| Arbitro: | Orsato (Schio) |

|  |           |             |
|  | Marcatori | 65’ Mertens |

| Arbitro: | Mazzoleni (Bergamo) |

|                                         |           |            |
| Mbaye 5’ (aut.) Mertens 37’ (rig.), 59’ | Marcatori | 1’ Palacio |

| Arbitro: | Di Bello (Brindisi) |

|  |           |                        |
|  | Marcatori | 20’ Mertens 47’ Hamšík |

| Arbitro: | Banti (Livorno) |

|                                                           |           |            |
| Callejón 43’ Wallace 54’ (aut.) Mário Rui 56’ Mertens 73’ | Marcatori | 3’ de Vrij |

| Arbitro: | Gavillucci (Latina) |

|          |           |  |
| Allan 6’ | Marcatori |  |

| Arbitro: | Giacomelli (Trieste) |

|  |           |                                                                         |
|  | Marcatori | 29’ Callejón 42’ Mertens 61’ Hamšík 72’ (rig.) L. Insigne 90’ Mário Rui |

| Arbitro: | Massa (Imperia) |

|                             |           |                                     |
| L. Insigne 6’ Mertens 90+2’ | Marcatori | 7’ Ünder 26’, 73’ Džeko 79’ Perotti |

| Milano 11 marzo 2018, ore 20:45 CET 28ª giornata | Inter          | 0 – 0 referto | Napoli | Stadio Giuseppe Meazza (59 380 spett.)\| Arbitro: \| Orsato (Schio) \| |
| Arbitro:                                         | Orsato (Schio) |               |        |                                                                        |

| Arbitro: | Pasqua (Tivoli) |

|            |           |  |
| Albiol 72’ | Marcatori |  |

| Arbitro: | Fabbri (Ravenna) |

|              |           |              |
| Politano 22’ | Marcatori | 80’ Callejón |

| Arbitro: | Manganiello (Pinerolo) |

|                         |           |               |
| Milik 89’ Diawara 90+3’ | Marcatori | 73’ Stępiński |

| Milano 15 aprile 2018, ore 15:00 CEST 32ª giornata | Milan           | 0 – 0 referto | Napoli | Stadio Giuseppe Meazza (65 786 spett.)\| Arbitro: \| Banti (Livorno) \| |
| Arbitro:                                           | Banti (Livorno) |               |        |                                                                         |

| Arbitro: | Calvarese (Teramo) |

|                                                   |           |                          |
| L. Insigne 45+2’ Albiol 64’ Milik 70’ Tonelli 75’ | Marcatori | 41’ Jankto 55’ Ingelsson |

| Arbitro: | Rocchi (Firenze) |

|  |           |               |
|  | Marcatori | 90’ Koulibaly |

| Arbitro: | Mazzoleni (Bergamo) |

|                         |           |  |
| Simeone 33’, 61’, 90+2’ | Marcatori |  |

| Arbitro: | Doveri (Roma) |

|                        |           |                              |
| Mertens 25’ Hamsik 71’ | Marcatori | 55’ Baselli 83’ De Silvestri |

| Arbitro: | Gavillucci (Latina) |

|  |           |                      |
|  | Marcatori | 72’ Milik 80’ Albiol |

| Arbitro: | Banti (Livorno) |

|                        |           |                |
| Milik 23’ Callejón 32’ | Marcatori | 90’ Tumminello |

### Coppa Italia

#### Fase finale
| Arbitro: | Pasqua (Tivoli) |

|                |           |  |
| L. Insigne 71’ | Marcatori |  |

| Arbitro: | Giacomelli (Trieste) |

|             |           |                           |
| Mertens 84’ | Marcatori | 50’ Castagne 81’ A. Gómez |

### UEFA Champions League

#### Turni preliminari
| Arbitro: | Marciniak |

|                                 |           |  |
| Mertens 13’ Jorginho 70’ (rig.) | Marcatori |  |

| Arbitro: | Skomina |

|  |           |                             |
|  | Marcatori | 48’ Callejón 89’ L. Insigne |

#### Fase a gironi
| Arbitro: | Zwayer |

|                         |           |                  |
| Taison 15’ Ferreyra 58’ | Marcatori | 72’ (rig.) Milik |

| Arbitro: | Collum |

|                                        |           |               |
| L. Insigne 7’ Mertens 49’ Callejón 70’ | Marcatori | 90+3’ Amrabat |

| Arbitro: | Mateu Lahoz |

|                               |           |                    |
| Sterling 9’ Gabriel Jesus 13’ | Marcatori | 73’ (rig.) Diawara |

| Arbitro: | Brych |

|                                    |           |                                                   |
| L. Insigne 21’ Jorginho 62’ (rig.) | Marcatori | 34’ Otamendi 48’ Stones 69’ Agüero 90+2’ Sterling |

| Arbitro: | Skomina |

|                                          |           |  |
| L. Insigne 56’ Zieliński 81’ Mertens 83’ | Marcatori |  |

| Arbitro: | Oliver |

|                               |           |              |
| Jørgensen 33’ St. Juste 90+1’ | Marcatori | 2’ Zieliński |

### UEFA Europa League

#### Fase a eliminazione diretta
| Arbitro: | Dias |

|           |           |                             |
| Ounas 52’ | Marcatori | 61’, 90+3’ Werner 74’ Bruma |

| Arbitro: | Taylor |

|  |           |                              |
|  | Marcatori | 33’ Zieliński 86’ L. Insigne |

## Statistiche

### Statistiche di squadra
| Competizione          | Punti | In casa | In casa | In casa | In casa | In casa | In casa | In trasferta | In trasferta | In trasferta | In trasferta | In trasferta | In trasferta | Totale | Totale | Totale | Totale | Totale | Totale | DR  |
| Competizione          | Punti | G       | V       | N       | P       | Gf      | Gs      | G            | V            | N            | P            | Gf           | Gs           | G      | V      | N      | P      | Gf     | Gs     | DR  |
| --------------------- | ----- | ------- | ------- | ------- | ------- | ------- | ------- | ------------ | ------------ | ------------ | ------------ | ------------ | ------------ | ------ | ------ | ------ | ------ | ------ | ------ | --- |
| Serie A               | 91    | 19      | 14      | 3       | 2       | 43      | 18      | 19           | 14           | 4            | 1            | 34           | 11           | 38     | 28     | 7      | 3      | 77     | 29     | +48 |
| Coppa Italia          | -     | 2       | 1       | 0       | 1       | 2       | 2       | -            | -            | -            | -            | -            | -            | 2      | 1      | 0      | 1      | 2      | 2      | 0   |
| UEFA Champions League | -     | 4       | 3       | 0       | 1       | 10      | 5       | 4            | 1            | 0            | 3            | 5            | 6            | 8      | 4      | 0      | 4      | 15     | 11     | +4  |
| UEFA Europa League    | -     | 1       | 0       | 0       | 1       | 1       | 3       | 1            | 1            | 0            | 0            | 2            | 0            | 2      | 1      | 0      | 1      | 3      | 3      | 0   |
| Totale                | -     | 26      | 18      | 3       | 5       | 56      | 28      | 24           | 16           | 4            | 4            | 41           | 17           | 50     | 34     | 7      | 9      | 97     | 45     | +52 |

### Andamento in campionato
| Giornata  | 1 | 2 | 3 | 4 | 5 | 6 | 7 | 8 | 9 | 10 | 11 | 12 | 13 | 14 | 15 | 16 | 17 | 18 | 19 | 20 | 21 | 22 | 23 | 24 | 25 | 26 | 27 | 28 | 29 | 30 | 31 | 32 | 33 | 34 | 35 | 36 | 37 | 38 |
| --------- | - | - | - | - | - | - | - | - | - | -- | -- | -- | -- | -- | -- | -- | -- | -- | -- | -- | -- | -- | -- | -- | -- | -- | -- | -- | -- | -- | -- | -- | -- | -- | -- | -- | -- | -- |
| Luogo     | T | C | T | C | T | T | C | T | C | T  | C  | T  | C  | T  | C  | C  | T  | C  | T  | C  | T  | C  | T  | C  | C  | T  | C  | T  | C  | T  | C  | T  | C  | T  | T  | C  | T  | C  |
| Risultato | V | V | V | V | V | V | V | V | N | V  | V  | N  | V  | V  | P  | N  | V  | V  | V  | V  | V  | V  | V  | V  | V  | V  | P  | N  | V  | N  | V  | N  | V  | V  | P  | N  | V  | V  |
| Posizione | 1 | 1 | 1 | 1 | 1 | 1 | 1 | 1 | 1 | 1  | 1  | 1  | 1  | 1  | 2  | 2  | 1  | 1  | 1  | 1  | 1  | 1  | 1  | 1  | 1  | 1  | 1  | 2  | 2  | 2  | 2  | 2  | 2  | 2  | 2  | 2  | 2  | 2  |

Fonte:  Serie A – Classifiche, su sport.sky.it, Sky Sport. URL consultato il 18 luglio 2017 (archiviato dall'url originale l'11 settembre 2014).
Legenda:

Luogo: C = Casa; T = Trasferta. Risultato: V = Vittoria; N = Pareggio; P = Sconfitta.

### Statistiche dei giocatori
In corsivo i giocatori ceduti a stagione in corso.
| Giocatore      | Serie A  | Serie A | Serie A     | Serie A    | Coppa Italia | Coppa Italia | Coppa Italia | Coppa Italia | Champions League | Champions League | Champions League | Champions League | Europa League | Europa League | Europa League | Europa League | Totale   | Totale | Totale      | Totale     |
| Giocatore      | Presenze | Reti    | Ammonizioni | Espulsioni | Presenze     | Reti         | Ammonizioni  | Espulsioni   | Presenze         | Reti             | Ammonizioni      | Espulsioni       | Presenze      | Reti          | Ammonizioni   | Espulsioni    | Presenze | Reti   | Ammonizioni | Espulsioni |
| -------------- | -------- | ------- | ----------- | ---------- | ------------ | ------------ | ------------ | ------------ | ---------------- | ---------------- | ---------------- | ---------------- | ------------- | ------------- | ------------- | ------------- | -------- | ------ | ----------- | ---------- |
| R. Albiol      | 27       | 3       | 6           | 0          | -            | -            | -            | -            | 7                | 0                | 1                | 0                | 1             | 0             | 0             | 0             | 35       | 3      | 7           | 0          |
| Allan          | 34       | 4       | 2           | 0          | 2            | 0            | 0            | 0            | 8                | 0                | 0                | 0                | 2             | 0             | 0             | 0             | 46       | 4      | 2           | 0          |
| J. M. Callejón | 34       | 10      | 2           | 0          | 2            | 0            | 0            | 0            | 8                | 2                | 0                | 0                | 2             | 0             | 0             | 0             | 46       | 12     | 2           | 0          |
| V. Chiricheș   | 6        | 0       | 1           | 0          | 1            | 0            | 0            | 0            | 1                | 0                | 1                | 0                | -             | -             | -             | -             | 8        | 0      | 2           | 0          |
| A. Diawara     | 18       | 1       | 1           | 0          | 1            | 0            | 0            | 0            | 6                | 1                | 1                | 0                | 2             | 0             | 0             | 0             | 27       | 2      | 2           | 0          |
| F. Ghoulam     | 11       | 2       | 1           | 0          | -            | -            | -            | -            | 6                | 0                | 0                | 0                | -             | -             | -             | -             | 17       | 2      | 1           | 0          |
| E. Giaccherini | 4        | 0       | 2           | 0          | 1            | 0            | 0            | 0            | -                | -                | -                | -                | -             | -             | -             | -             | 5        | 0      | 2           | 0          |
| M. Hamšík      | 34       | 7       | 1           | 0          | 1            | 0            | 0            | 0            | 8                | 0                | 0                | 0                | 2             | 0             | 0             | 0             | 45       | 7      | 1           | 0          |
| E. Hysaj       | 31       | 0       | 3           | 1          | 2            | 0            | 0            | 0            | 8                | 0                | 0                | 0                | 2             | 0             | 0             | 0             | 43       | 0      | 3           | 1          |
| L. Insigne     | 33       | 8       | 3           | 0          | 2            | 1            | 0            | 0            | 7                | 4                | 2                | 0                | 2             | 1             | 0             | 0             | 44       | 14     | 5           | 0          |
| Jorginho       | 29       | 2       | 5           | 0          | 1            | 0            | 0            | 0            | 4                | 2                | 0                | 0                | 1             | 0             | 0             | 0             | 35       | 4      | 5           | 0          |
| K. Koulibaly   | 32       | 5       | 5           | 0          | 2            | 0            | 1            | 0            | 7                | 0                | 4                | 0                | 1             | 0             | 1             | 0             | 42       | 5      | 11          | 0          |
| Leandrinho     | -        | -       | -           | -          | -            | -            | -            | -            | -                | -                | -                | -                | -             | -             | -             | -             | -        | -      | -           | -          |
| Z. Machach     | -        | -       | -           | -          | -            | -            | -            | -            | -                | -                | -                | -                | -             | -             | -             | -             | -        | -      | -           | -          |
| C. Maggio      | 13       | 0       | 0           | 0          | 1            | 0            | 0            | 0            | 4                | 0                | 2                | 0                | 2             | 0             | 0             | 0             | 20       | 0      | 2           | 0          |
| N. Maksimović  | 2        | 0       | 0           | 0          | 1            | 0            | 0            | 0            | 1                | 0                | 0                | 0                | -             | -             | -             | -             | 4        | 0      | 0           | 0          |
| Mário Rui      | 21       | 2       | 6           | 1          | 1            | 0            | 0            | 0            | 2                | 0                | 0                | 0                | 2             | 0             | 1             | 0             | 26       | 2      | 7           | 1          |
| D. Mertens     | 34       | 18      | 4           | 0          | 2            | 1            | 0            | 0            | 8                | 3                | 3                | 0                | 1             | 0             | 0             | 0             | 45       | 22     | 7           | 0          |
| H. Milić       | -        | -       | -           | -          | -            | -            | -            | -            | -                | -                | -                | -                | -             | -             | -             | -             | -        | -      | -           | -          |
| A. Milik       | 11       | 5       | 0           | 0          | -            | -            | -            | -            | 2                | 1                | 0                | 0                | -             | -             | -             | -             | 13       | 6      | 0           | 0          |
| A. Ounas       | 6        | 0       | 0           | 0          | 2            | 0            | 0            | 0            | 3                | 0                | 0                | 0                | 1             | 1             | 0             | 0             | 12       | 1      | 0           | 0          |
| Rafael         | -        | -       | -           | -          | -            | -            | -            | -            | -                | -                | -                | -                | -             | -             | -             | -             | -        | -      | -           | -          |
| J. M. Reina    | 33       | -23     | 1           | 0          | -            | -            | -            | -            | 8                | -11              | 1                | 0                | 2             | -3            | 0             | 0             | 43       | -37    | 2           | 0          |
| M. Rog         | 26       | 1       | 2           | 0          | 2            | 0            | 1            | 0            | 6                | 0                | 0                | 0                | 1             | 0             | 0             | 0             | 35       | 1      | 3           | 0          |
| L. Sepe        | 1        | -0      | 0           | 0          | 2            | -2           | 0            | 0            | -                | -                | -                | -                | -             | -             | -             | -             | 3        | -2     | 0           | 0          |
| L. Tonelli     | 3        | 1       | 0           | 0          | -            | -            | -            | -            | -                | -                | -                | -                | 2             | 0             | 1             | 0             | 5        | 1      | 1           | 0          |
| P. Zieliński   | 32       | 4       | 3           | 0          | 2            | 0            | 0            | 0            | 7                | 2                | 0                | 0                | 2             | 1             | 1             | 0             | 43       | 7      | 4           | 0          |